# Those were the days (album van The Cats)
Those were the days is een muziekalbum van The Cats uit 2006. Het album werd uitgebracht in het kader van een eenmalige reünie van de band en werd geproduceerd door John Ewbank.
Voor het eerst sinds 1994 kende dit album weer nieuwe nummers die later ook op single werden uitgebracht. Het gaat om het gelijknamige Those were the days en The best years of my life die beide zijn geschreven door John Ewbank.
Het album stond bij elkaar 23 weken in de Album Top 100 en bereikte nummer 2 als hoogste notering in de week van 10 juni 2006, toen het alleen nog Stadium Arcadium van de Red Hot Chili Peppers voor zich moest laten gaan. De cd behaalde goud.

## Nummers
| Nummer | Naam                                                 | Geschreven door                           | Duur | Opmerkingen |
| ------ | ---------------------------------------------------- | ----------------------------------------- | ---- | ----------- |
| 1.     | Those were the days                                  | John Ewbank                               | 3:55 |             |
| 2.     | The best years of my life                            | John Ewbank                               | 3:48 |             |
| 3.     | Times were when                                      | Neil Grimshaw                             | 3:10 |             |
| 4.     | Lea                                                  | Arnold Mühren                             | 3:43 |             |
| 5.     | Why                                                  | Arnold Mühren                             | 4:08 |             |
| 6.     | Mandy my dear                                        | Jaap Schilder                             | 3:21 |             |
| 7.     | Scarlet ribbons                                      | Evelyn Danzig en Jack Segal               | 3:19 |             |
| 8.     | Marian                                               | Arnold Mühren                             | 4:04 |             |
| 9.     | Where have I been wrong                              | Piet Veerman                              | 5:20 |             |
| 10.    | Lonely walk                                          | Piet Veerman                              | 6:15 |             |
| 11.    | Don't waste your time                                | Piet Veerman                              | 3:37 |             |
| 12.    | One way wind                                         | Arnold Mühren                             | 3:38 |             |
| 13.    | Vaya con Dios                                        | Larry Russell, Inez James en Buddy Pepper | 3:28 |             |
| 14.    | There has been a time                                | Arnold Mühren                             | 3:39 |             |
| 15.    | Dreams                                               | Piet Veerman                              | 6:46 |             |
| 16.    | Trying to explain                                    | Piet Veerman                              | 4:21 |             |
| 17.    | Rock 'n' roll (I gave you the best years of my life) | Kevin Johnson                             | 5:06 |             |
| 18.    | The end of the show                                  | Cees Veerman                              | 4:29 |             |